# Baja Russia - Northern Forest
Baja Russia - Northern Forest è l'unico rally raid invernale nel mondo, è una prova valida per la FIA World Cup for Cross Country Bajas. È stato organizzato per la prima volta nel 2003 nella Oblast' di Leningrado in Russia. Le competizioni si svolgono ogni anno a febbraio, a temperature ambiente da -10 a -30 °C,  la pista viene pulita da dicembre, i partecipanti gareggiano lungo le strade forestali invernali.